# Museu Histórico e Pedagógico Prudente de Moraes
O Museu Histórico e Pedagógico Prudente de Moraes é um museu localizado em Piracicaba, no estado de São Paulo, no Brasil. Foi criado no ano de 1956, pelo Decreto n. 26.218, de 3 de agosto de 1956
 e foi inaugurado em 1957.

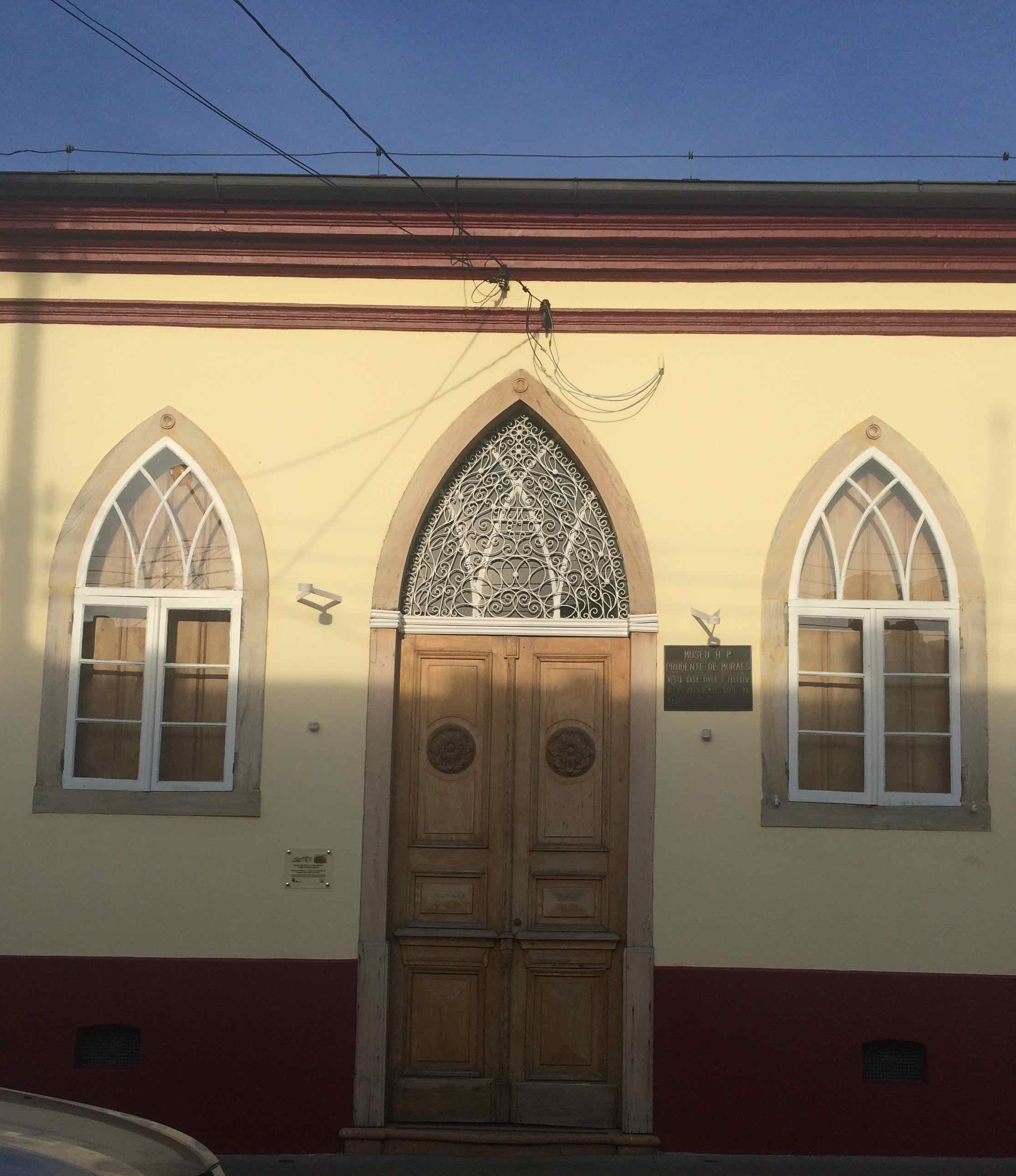
Fachada externa do Museu Prudente Moraes

Está estabelecido na antiga residência do ex-presidente Prudente José de Moraes Barros, contendo peças históricas e pessoais. Possui ainda acervo sobre a Revolução de 1932 e objetos sobre a história da cidade de Piracicaba.

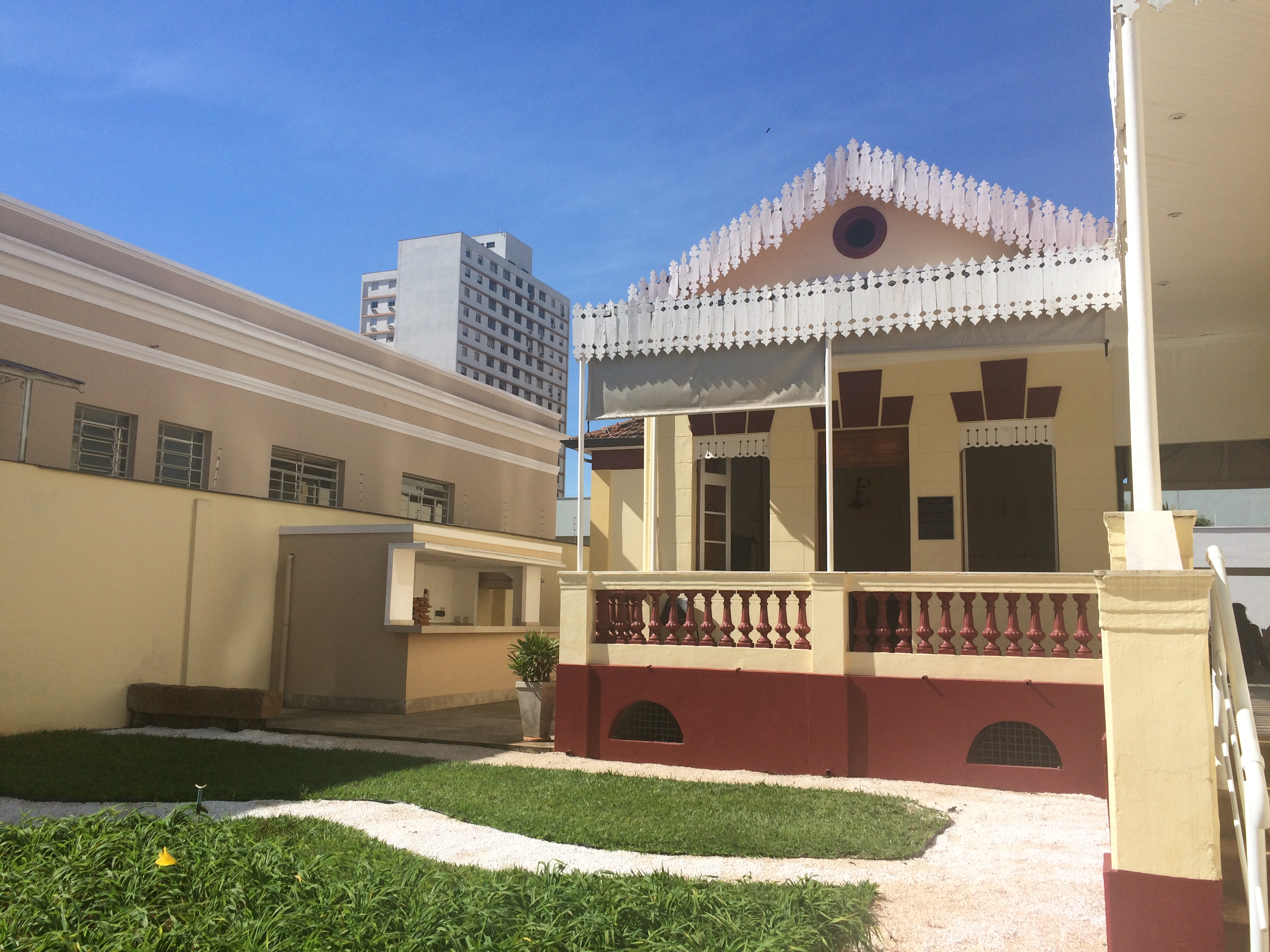
Fachada interna do Museu Histórico e Pedagógico Prudente de Moraes, em Piracicaba - SP

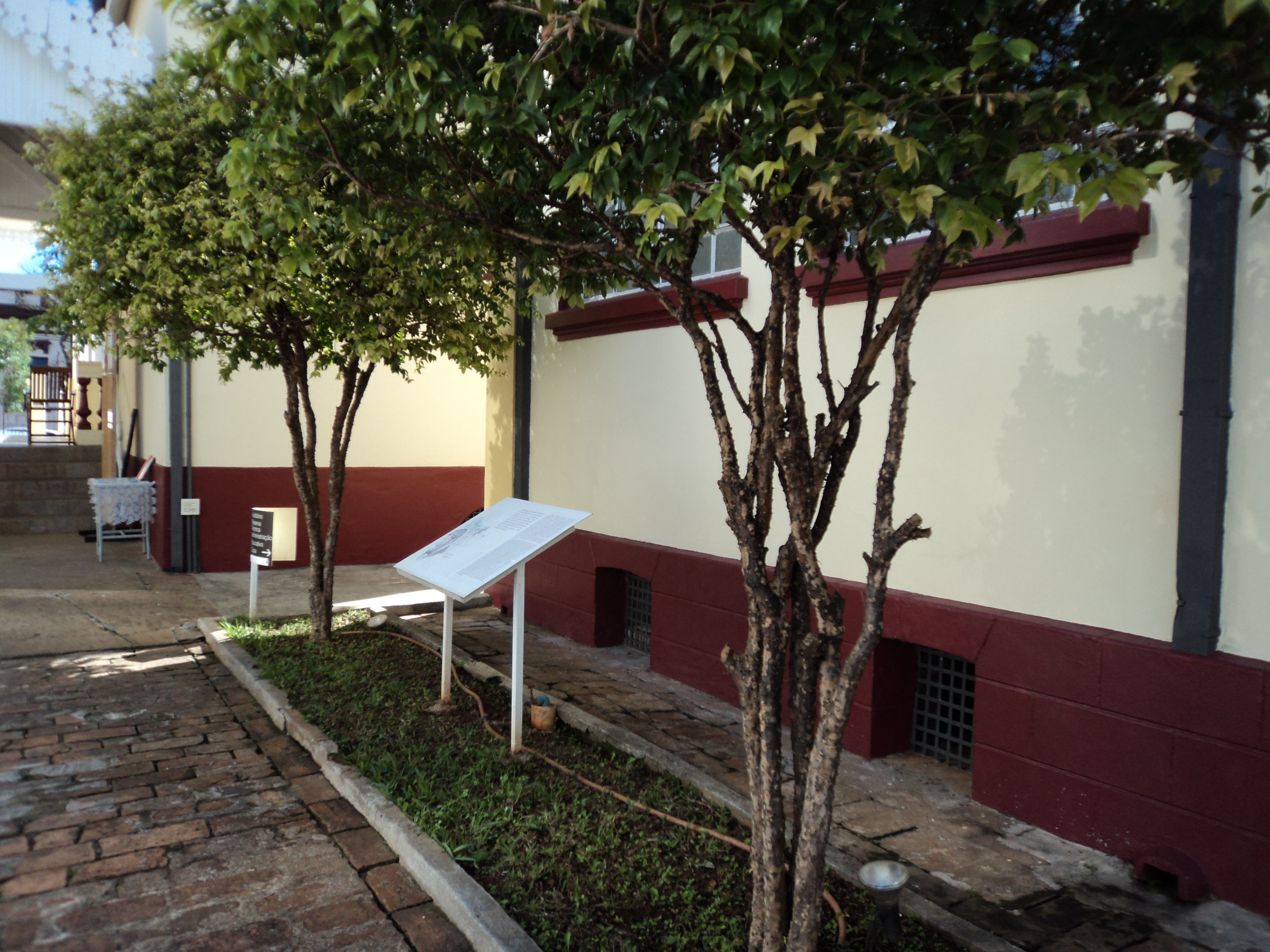
Jabuticabeiras no jardim interno do Museu Histórico e Pedagógico Prudente de Moraes, em Piracicaba-SP

## Histórico
O Museu Histórico e Pedagógico (MHP) Prudente de Moraes foi criado juntamente com outras três instituições: Museu Campos Sales, em Campinas; MHP Presidente Rodrigues Alves, em Guaratinguetá; e MHP Presidente Washington Luiz, em Batatais. Foram idealizados por Sólon Borges dos Reis, então diretor-geral do Departamento de Educação da Secretaria de Estado dos Negócios da Educação, cuja “intenção era criar centros de memória e de pesquisa acerca da vida dos quatro presidentes republicanos oriundos do estado de São Paulo”.
O prédio que abriga o museu foi a casa de seu patrono entre 1870 e 1902. Posteriormente, entre as décadas de 1930 e 1950, abrigou também a Faculdade de Odontologia Prudente de Moraes, o Grupo Escolar Dr. Prudente, e a Delegacia de Ensino, com a qual o museu chegou a dividir o prédio até 1968.
O tombamento do prédio na esfera estadual foi iniciado logo na década de 1960, e atualmente, o bem é tombado nas três esferas: Municipal, pelo Conselho de Defesa do Patrimônio Cultural de Piracicaba (CODEPAC), Estadual, Conselho de Defesa do Patrimônio Histórico, Arqueológico, Artístico e Turístico do Estado de São Paulo (CONDEPHAAT) e Federal, pelo Instituto do Patrimônio Histórico Artístico Nacional (IPHAN). O tombamento federal também inclui a coleção do ex-presidente Prudente de Moraes.

## Acervo
O acervo foi formado, em sua totalidade, por meio de doações particulares. Até a inauguração do museu, o projeto só contava com apenas um retrato em pintura a óleo do ex-Presidente. Porém, no ato de inauguração, Dr. Jacob Dihl Neto entregou o Diploma de Deputado Provincial que Prudente de Moraes havia conquistado nas eleições do ano de 1869, como primeira doação do museu. No entanto, o acervo demorou um pouco para crescer, sendo que a primeira ideia era recolher doações de objetos de valor históricos e artísticos, sobre o ex-presidente, por todo o município e pelo país.
Classificada como “eclética”, a coleção é formada por aproximadamente 12 mil objetos de diversas tipologias, que incluem: bibliográfica, etnológica, iconográfica, indumentária, armamentos, tecnologias, utensílios, mobília, decoração, religiosidade, moedas e correspondências. Há também uma série de objetos de grande relevância relacionados a Revolução de 32, e a vida de Prudente de Moraes.
Em 2006, com o advento das Organizações Sociais de Cultura (OS) na gestão dos museus estaduais, utilizando os recursos do Estado, é que houve uma melhora na administração dos MHPs. Neste mesmo ano, através do Decreto n. 50.941, de 5 de julho, a Secretaria de Estado da Cultura foi reorganizada, e a Unidade de Preservação do Patrimônio Museológico (UPPM), do CONDEPHAAT, passou a ser responsável pelos museus do Estado.
No MHP Prudente de Moraes, entretanto, a gestão de uma OS só ocorreu no ano de 2008, com a Associação Cultural de Apoio ao Museu Casa de Portinari (ACAM Portinari)  gerindo-o até meados de 2010. A partir deste ano é que a municipalização do museu, iniciada juridicamente em 2009, começou a dar frutos. Desde 2013, o museu é gerido pela Prefeitura de Piracicaba, restando apenas municipalizar o acervo.
Ainda durante a gestão da ACAM Portinari, o museu passou por reformas, nas quais diversas áreas do museu foram melhoradas, como pintura, elétrica, reformulação do jardim, nova iluminação, além da construção do prédio que hoje abriga a Reserva Técnica. Essa reforma possibilitou o trabalho que resultou na atual disposição dos ambientes do museu.

## Exposições
Das 10 salas do prédio principal, apenas duas são destinadas às exposições de curta duração, ou temporárias – preferencialmente exposições que dialoguem com as propostas do museu (história da cidade e do patrono) ou com a exposição de longa duração. Nas outras oito salas se encontra esta, com 134 objetos expostos, sendo eles ilustrações, textos, telas, mobiliário, fotografias, objetos de uso pessoal do ex-Presidente, material audiovisual, objetos de uso diários, e elementos religiosos.

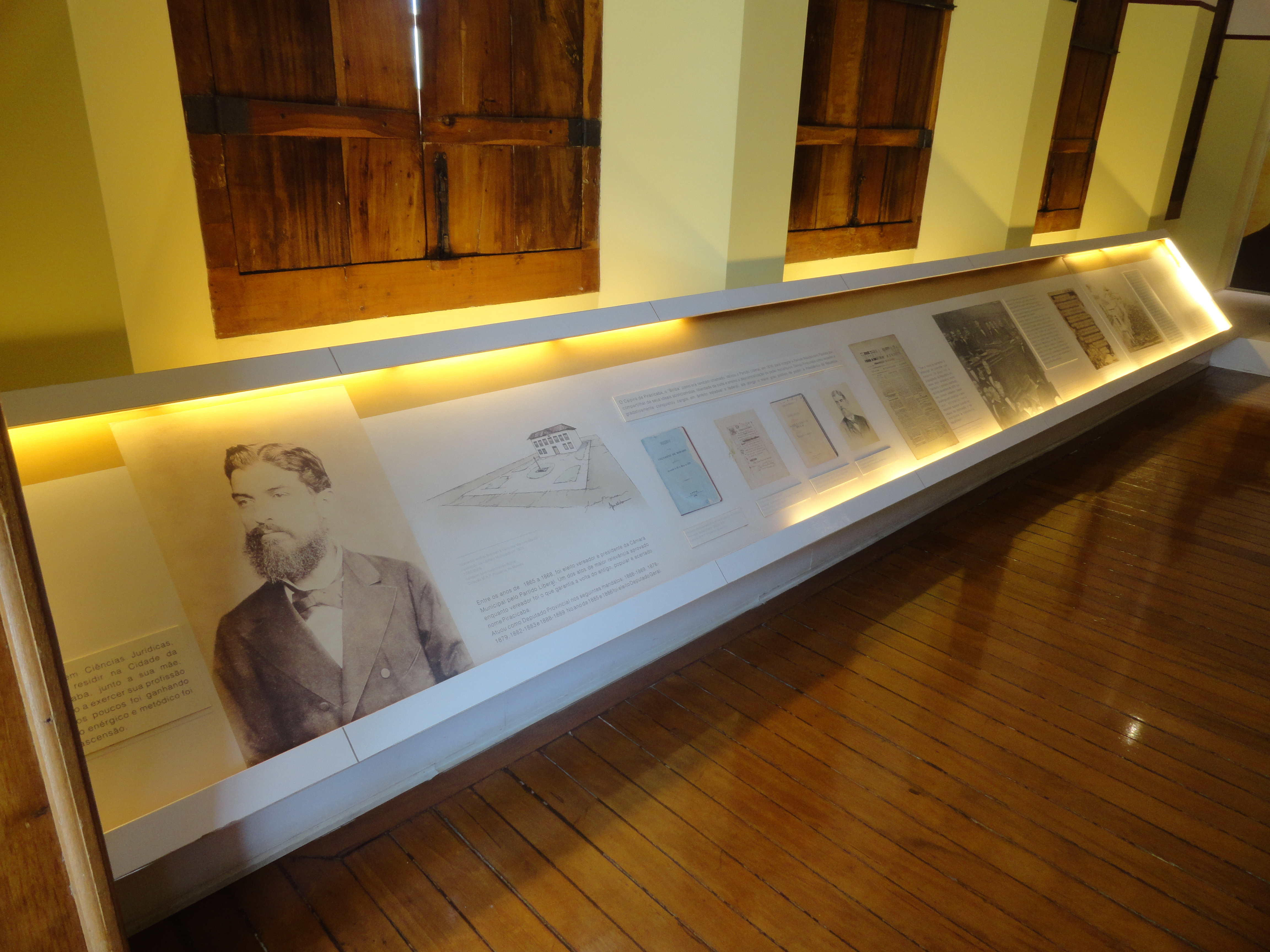
Exposição de longa duração

Assim, os objetos foram divididos em 8 eixos temáticos, que seguem a cronologia da cidade de Piracicaba e da vida de Prudente de Moraes. Esses eixos temáticos são, em sequência expositiva: Piracicaba Indígena; Piracicaba como Vila; Religiosidade, urbanização, tecnologia e imigração; Vida Política de Prudente de Moraes; Guerra de Canudos; e Prudente de Moraes em São Paulo e sua vida familiar. A ideia da atual expografia é possibilitar o trabalho tanto desses temas quanto da história da cidade e do patrono do museu como um todo.

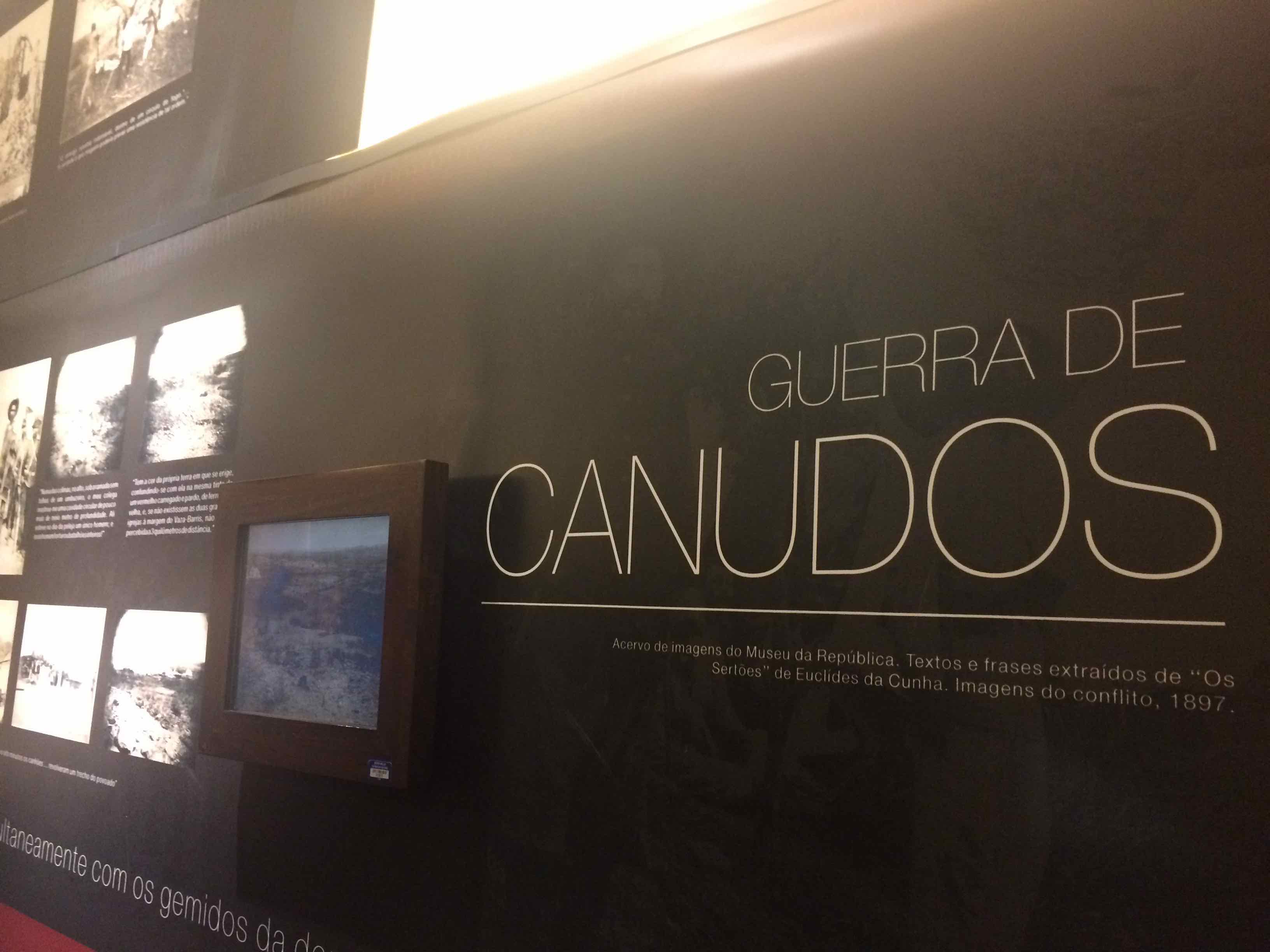
Sala de exposição Guerra de Canudos